# تدقيق مستمر
التدقيق المستمر هو طريقة تلقائية تستخدم لأداء أنشطة التدقيق المحاسبي مثل التقييم وتقدير المخاطر على أساس الأكثر حدوثاً. تلعب التكنولوجيا دورًا رئيسيًا في أنشطة التدقيق المستمر من خلال المساعدة في أتمتة تحديد الاستثناءات أو الحالات الشاذة، وتحليل الأنماط داخل أرقام الحقول الرقمية الرئيسية، ومراجعة المجريات، وضوابط الاختبار.
تشير لفظة «المستمر» في الاسم إلى القدرة على التحقق من المعلومات المالية ومشاركتها في الوقت الفعلي أو قرب الوقت الفعلي. وهو لا يشير فقط إلى أن سلامة المعلومات يمكن تقييمها في أي وقت من الأوقات، بل يعني أيضًا أن المعلومات يمكن التحقق منها باستمرار بحثًا عن الأخطاء والاحتيال وعدم الكفاءة. ويعتبر هذا هو التدقيق الأكثر تفصيلاً.
كل نموذج من التدقيق المستمر له معدله الخاص. يعتمد الإطار الزمني المحدد للتقييم إلى حد كبير على تكرار التحديثات داخل أنظمة المعلومات المحاسبية. يمكن إجراء تحليل البيانات بشكل مستمر، أو كل ساعة، أو يوميًا، أو أسبوعيًا، أو شهريًا، وما إلى ذلك، اعتمادًا على طبيعة دورة العمل الأساسية لتأكيد معين.

## خلفية
الهدف من إعداد البيانات المالية هو توفير المعلومات المفيدة للإدارة وأصحاب المصالح فيما يتعلق بقرارات تخصيص الموارد. لكي تكون المعلومات المالية مفيدة، يجب أن تكون في الوقت المناسب وتخلو من الأخطاء المادية والسهو والاحتيال. في الاقتصاد الممارس في الوقت الفعلي، تعد المعلومات المالية الموثوقة في الوقت المناسب أمرًا مهمًا للقرارات التجارية اليومية المتعلقة بالتخطيط الاستراتيجي، وكسب رأس المال، وقرارات الائتمان، وشراكات الموردين، وما إلى ذلك. مكنت التطورات في نظم المعلومات المحاسبية مثل ظهور نظم تخطيط موارد المؤسسة من توليد معلومات في الوقت الحقيقي. ومع ذلك، فإن ممارسة طرق التدقيق التقليدية لم تواكب الاقتصاد الممارس في الوقت الفعلي. تتطلب إجراءات التدقيق اليدوي التقليدية عمالة ووقتاً كثيرين، مما يقلل من معدل تكرار التدقيق على أساس دوري، فيكون مرة سنويًا مثلاً.
يمكن تخفيف قيود الوقت والجهد هذه من خلال استخدام التكنولوجيا والأتمتة. يعزز التدقيق المستمر تقديم خدمات التدقيق بجعل عملية التدقيق أكثر كفاءة وفعالية من خلال استخدام التكنولوجيا والأتمتة. تتيح زيادة كفاءة وفعالية عملية التدقيق عمليات تدقيق أكثر تكراراً أو في الوقت الحقيقي، وبالتالي يعزز موثوقية المعلومات الضمنية.

## التاريخ
تم تطوير أول تطبيق للتدقيق المستمر في معامل مختبرات بل لإيه تي آند تي في عام 1989. وهو المعروف باسم نظام تدقيق العمليات المستمر، قام النظام الذي طوره ميكلوش فازرهايلي وقام هابلر بتوفير معلومات القياس والتحليل والمتابعة الخاصة بنظام الفواتير الخاص بالشركات. هنا تم تقديم مفاهيم أساسية مثل المقاييس، والتحليلات، والإنذارات المتعلقة بالمعلومات المالية.

## المكونات
تتكون المراجعة المستمرة من ثلاثة أجزاء رئيسية: ضمان البيانات المستمر، ومراقبة الضوابط المستمر، والرصد المستمر للمخاطر وتقييمها.

### ضمان البيانات المستمر
يتحقق برنامج ضمان البيانات المستمر من سلامة البيانات المتدفقة عبر أنظمة المعلومات. يستخدم ضمان البيانات المستمر برنامجًا لاستخراج البيانات من أنظمة تكنولوجيا المعلومات لتحليلها على مستوى المعاملات لتوفير ضمان أكثر تفصيلاً. توفر أنظمة ضمان البيانات المستمر القدرة على تصميم نماذج التوقعات للإجراءات التحليلية على مستوى العملية التجارية، على عكس الممارسة الحالية المتمثلة في الاعتماد على تحليل النسب، أو الاتجاهات في المستويات الأعلى من تجميع البيانات. يمكن لبرامج ضمان البيانات المستمر مراقبة المعاملات بشكل مستمر وتلقائي، ومقارنة خصائصها العامة بالمعايير المحددة مسبقًا، وبالتالي تحديد المواقف الشاذة. يتم تشغيل أجهزة الإنذار وتوجيهها إلى أصحاب المصلحة والمراجعين المناسبين عند حدوث اختلافات كبيرة.

### مراقبة الضوابط المستمر
يتكون برنامج مراقبة الضوابط المستمرة من مجموعة من الإجراءات المستخدمة لرصد كفاءة وظائف الضوابط الداخلية. يعتمد البرنامج على الإجراءات التلقائية، مع افتراض أن كل من الضوابط وإجراءات المراقبة رسمية، أو يمكن إضفاء الطابع الرسمي عليها. يمكن استخدام البرنامج لمراقبة التحكم في الوصول، والتصريحات، وتكوينات النظام، وإعدادات عملية الأعمال. يعتبر كلا البرنامجين السابقين مكملين لبعضهما البعض فلا يعتبر أي واحد منهما شاملاً أو مكتفٍ بذاته. فحتى في حالة عدم وجود أخطاء في البيانات، لا يمكن استنتاج أن عناصر التحكم آمنة من الفشل. وعلاوة على ذلك، فلا يمكن افتراض تكامل البيانات حتى لو تم تطبيق الضوابط. لكن عند دمج البرنامجين معاً تقدم طرق المراقبة هذه صورة أكثر اكتمالاً.

### الرصد المستمر للمخاطر وتقييمها
يتم استخدام برنامج الرصد المستمر للمخاطر وتقييمها لقياس المخاطر بشكل فعال وتوفير مدخلات لتخطيط التدقيق. البرنامج عبارة عن نهج متكامل لتقييم المخاطر في الوقت الفعلي، حيث يقوم بتجميع البيانات عبر المهام الوظيفية المختلفة في المؤسسات لتقييم مدى تعرضها للمخاطر وتوفير ضمان معقول لتقييمات مخاطر المؤسسات.

## تسجيل الصندوق الأسود
بالإضافة إلى المكونات الثلاثة المذكورة أعلاه، يعد ملف سجل تدقيق الصندوق الأسود أيضًا جزءًا مهمًا من التدقيق المستمر. يمكن عرض هذا الملف على أنه امتداد للممارسة الحالية المتمثلة في توثيق أنشطة التدقيق في أوراق العمل اليدوية أو الآلية. ملف سجل الصندوق الأسود هو سجل للقراءة فقط، يتحكم فيه طرف ثالث لمراقبة تصرفات مراجعي الحسابات. الهدف من تسجيل الصندوق الأسود هو حماية نظام التدقيق المستمر من التلاعب بالمدقق والإدارة.

## التقارير المستمرة
التقارير المستمرة هي إصدار المعلومات المالية وغير المالية في الوقت الفعلي أو بالقرب من الوقت الفعلي. الغرض من التقارير المستمرة هو السماح للأطراف الخارجية بالوصول إلى المعلومات عند وقوع الأحداث الأساسية، بدلاً من انتظار تقارير نهاية الفترة. تفيد التقارير المستمرة المستخدمين أيضًا بموجب «اللوائح العادلة للإفصاح». التقارير المستمرة هي نقطة نقاش مستمر. يهتم بعض الأطراف -بما في ذلك المحللون والمستثمرون- بمعرفة أداء شركة ما في وقت معين. ويزعمون أن المعلومات في الوقت الفعلي تقريبًا ستوفر لهم القدرة على الاستفادة من تغيرات العمل المهمة فور حدوثها. ومع ذلك، فإن المعارضين يشككون في كيف يمكن أن تكون المعلومات الأولية مفيدة وخوفاً من التحميل الزائد للمعلومات، أو أنه سيكون هناك الكثير من المعلومات غير ذات الصلة. بالإضافة إلى ذلك، تخشى بعض الشركات من أن المعلومات المالية التي يتم الإبلاغ عنها باستمرار من شأنها أن تسحب منهم خطوات إستراتيجية مهمة وتقوض الميزة التنافسية.

## التحديات
بالنسبة للعديد من المؤسسات، هناك عدد من التحديات التي تواجه تنفيذ نظام التدقيق المستمر. فيما يلي بعض التحديات الشائعة مع التوصيات المرتبطة بها.

### الوصول إلى بيئة نظام معقدة ومتنوعة
القليل من المنظمات لديها بيئة نظام متجانسة تمامًا. يوجد عادةً مزيج من أنظمة حاسب مركزي، وتطبيقات جاهزة، وأنظمة قديمة –كلها قد تحتوي على بيانات قيمة. التكنولوجيا متاحة للوصول إلى كل هذه البيانات من أجل الحصول على صورة كاملة.

### الإحجام عن التوسع في استخدام التكنولوجيا
قد يُنظر إلى التكنولوجيا على أنها تهديد لأولئك الذين يرون أن الأتمتة قد تحل محل الوظائف البشرية. تتمثل ميزة التدقيق المستمر في أنه يؤدي مهام روتينية ومتكررة ويوفر الفرصة للعمل الاستكشافي الأكثر إثارة والذي يضيف قيمة أكبر بكثير إلى المنظمة.

### النتائج الساحقة
يمكن أن يؤدي التدقيق المستمر عندما لا يتم تنفيذه بشكل صحيح إلى مئات –بل آلاف– من النتائج الإيجابية الخاطئة والجهد الضائع. توصي العديد من الشركات التي حققت نجاحًا في التدقيق المستمر بأن تبدأ بمعدل صغير. يجب تحديد أي مجال من مجالات الشركة يمثل أكبر المخاطر وحيث تكون معاملاتها وأنظمة التحكم الخاصة بها هي الأهم بالنسبة للشركة لتصبح هي أول من يتم تطبيق عليه نظام التدقيق المستمر في الشركة. مثل أتمتة عدد صغير من الاختبارات الأولية الرئيسية، مثل مقارنة الملف الرئيسي لحساباتك الدائنة مع ملف عنوان الموظف، للكشف عن انتهاكات للسياسة العامة للشركة المحتملة أو الاحتيال. ومع الوقت تزداد الاختبارات وتتوسع تدريجياً في العمليات التجارية الأخرى على مراحل.

### التدريب
يعد التدريب ضرورياً لتحقيق أفضل النتائج. يقدم عدد من المؤسسات التدريب على تقنيات التدقيق بمساعدة الكمبيوتر بما في ذلك التدقيق المستمر من خلال التشغيل الآلي. يمكن إجراء التدريب إما في الموقع أو عن بعد، اعتمادًا على حاجة الشركات.

## مقارنة بالتدقيق بمساعدة الكمبيوتر
غالبًا ما يتم الخلط بين التدقيق المستمر والتدقيق بمساعدة الكمبيوتر. ومع ذلك، فإن غرض ونطاق التقنيتين مختلفين تماماً. تستخدم المراجعة بمساعدة الكمبيوتر تقنية المستخدم النهائي بما في ذلك برنامج جداول البيانات، مثل مايكروسوفت إكسل، للسماح للمراجعين التقليديين بإجراء تحليلات خاصة بالتدقيق أثناء قيامهم بالتدقيق الدوري. بينما المراجعة المستمرة من ناحية أخرى تتضمن أدوات تحليلية متقدمة تقوم بأتمتة غالبية خطة التدقيق. عندما يقوم المدققون باستخراج البيانات يدويًا وإجراء تحليلاتهم الخاصة في التدقيق بمساعدة الكمبيوتر أثناء التدقيق التقليدي، تقوم الخوادم عالية الطاقة تلقائيًا باستخراج البيانات وتحليلها في فترات زمنية محددة كجزء من المراجعة المستمرة.